# باقر أباد (عليا أردستان)
باقر أباد (بالفارسية: باقرآباد) هي قرية تقع في إيران في قسم علیا الريفي. يقدر عدد سكانها بـ 220 نسمة .